# 프랜시스 크릭
프랜시스 크릭(Francis Harry Compton Crick, OM, 1916년 6월 8일 ~ 2004년 7월 29일)은 영국의 생물학자이다. 1962년 노벨 생리학·의학상 수상자이다. 노샘프턴셔주에서 태어났다. 유니버시티 칼리지 런던(UCL)에서 물리학을 전공하고, 제2차 세계 대전 후부터는 생물학의 연구에 집중한다. 때마침 1951년 케임브리지 대학교의 캐번디시 연구소에 유학 중이던 미국의 젊은 생물학자 제임스 D. 왓슨과 교류하기 시작한다. 두 과학자는 서로의 중점 연구분야에 동의, 1953년 4월 25일 DNA의 이중 나선의 구조에 관한 논문을 과학잡지 《네이처》에 발표했다. 이 논문은 발표 당시 학계에서 별로 주목을 받지 않았으나, 생물학이 점차적으로 발전함에 따라 이 논문에서 제시된 DNA 구조의 중요성과 타당성이 인정되어 1962년 두 사람과 모리스 윌킨스는 노벨상을 수상한다.
지구 생명의 외계기원설(우주기원설)을 주장하기도 하였으며 의식에 대한 그의 책으로는 《놀라운 가설》이 번역되어 있다.

## 신경과학과 기타 관심분야

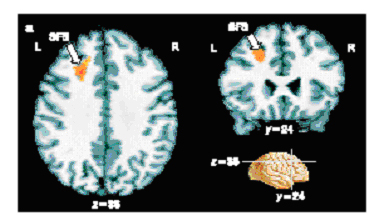
사람들이 시각 자극에 대한 의식적 결정을 내린 한 FMRI 실험 결과. 뇌에서 주황색의 작은 구역이 의사 결정 과정과 관련된 활동의 패턴을 보여 준다. 크릭은 인간의 두뇌 기능을 탐구하는 새로운 방법의 발견이 중요함을 강조했다.

크릭의 케임브리지 대학교 시절은 그의 오랜 과학 경력의 절정이었지만, 곤빌 앤드 카이우스 칼리지 학장직을 고사하고 1977년 30년간 몸담았던 케임브리지를 떠났다. 제임스 D. 왓슨은 2003년 DNA 구조 발견 50주년을 기념하는 한 케임브리지 회의에서 다음과 같이 주장했다:
"지난 세기중 케임브리지 대학교가 취한 가장 우둔한 조치중 하나는 프랜시스 크릭이 1958년에 아서 밸푸어 유전학 교수직에 응모했을 때 거절한 것이었음은 아마 꽤 잘 유지된 비밀이다. 그때 그들은 일련의 논쟁을 거쳐 프랜시스를 거절하게 되었을지 모른다. 실제로 거기에 담긴 뜻인 즉 우리를 전선으로 밀어내지 마라는 것이었다."
겉으로 "꽤 잘 유지된 비밀"은 2002년에 케임브리지 대학교 출판부에서 출판된 소라야 드 샤다레비앙의 《생명의 설계: 제2차 세계대전 이후의 분자생물학》에 이미 기록되었다. 케임브리지에서 분자생물학에 미친 그의 중요한 공로는 1992년에 케임브리지 대학교 출판부에서 출판된 《케임브리지 대학교 역사》 제4권(1870년 - 1990년)에 잘 기록되어 있다.
케임브리지 대학교 유전학과의 공식 웹사이트에 따르면, 교수직 선거인단이 합의에 도달할 수 없어서 당시 대학 부총장 로드 아드리언의 절충을 요구했다. 로드 아드리언은 그 교수직을 먼저 대안 후보 귀도 폰테코르보에게 제안하자, 그는 고사했다. 그래서 그 다음에 크릭에게 교수직을 제안하자, 그도 고사했다는 것이다.
크릭은 1976년에 캘리포니아 라 호이아의 소크 연구소(Salk Institute of Biological Studies)에서 안식년을 보냈다. 크릭은 1960년부터 이 연구소의 비상근 연구원이었다. "나는 남부 캘리포니아에서 고향에 온 느낌이었다"고 크릭은 썼다. 안식년이 끝나자 크릭은 소크 연구소에서 계속 일하기 위해 케임브리지를 떠났다. 그는 캘리포니아 대학교 샌디에이고의 교수를 겸했다. 그는 신경해부학을 독학하고 신경과학의 다른 여러 분야를 공부했다. 그는 분자생물학에서 빠져 나오는 데 몇 년 걸렸다. 그는 마침내 1980년대에는 그의 새 관심사였던 의식에 전념할 수 있었다. 그의 자서전적 저서 《얼마나 미친 추구인가》는 왜 그가 분자생물학을 떠나 신경과학으로 돌아섰는지를 설명하고 있다.
크릭이 이론적 신경과학분야에 발을 들여놓았을 때 다음 몇가지는 그에게 충격적이었다:
- 신경과학 안에 많은 하위분야가 서로 동떨어진 채 상호교류가 없었다.
- 행동을 연구하는 많은 사람들은 뇌를 암상자로 취급했다.
- 많은 신경생물학자들은 의식을 금기의 주제로 여겼다.

크릭은 자기가 의식에 관련된 여러 하위분야 전문가들 사이의 건설적인 상호작용을 촉진함으로써 신경과학의 발달을 도울 수 있기를 바랐다. 그는 퍼트리샤 처칠랜드 같은 관련 철학자들과도 협력했다. 크릭은 크리스토프 코흐와 협력관계를 맺고 1990년부터 2005년 사이에 의식에 관한 일련의 논문을 발표하였다. 크릭은 의식에 관한 자신의 이론적 연구를 우리가 사물을 보는 수백 밀리초 동안에 뇌가 어떻게 시각적 인식을 일으키는가에 초점을 맞추기로 전략적인 결정을 내렸다. 의식은 아직껏 잘 알려지지 않은 단기 메모리 과정을 포함하는 만큼 매우 신비한 것 같다고 크릭과 코흐는 인정했다. 크릭은 신경생물학이 어떻게 해서 충분히 성숙한 단계에 이르렀으며 그 결과 의식을 분자적, 세포적, 행동과학적 차원에서 연구하면서 하나의 통합된 연구과제가 될 수 있음을 밝히는 책도 출판했다. 크릭의 저서 《놀라운 가설》에서, 신경과학은 이제 뇌가 어떻게 의식이라는 경험을 일으키는지를 과학적으로 연구하는 데 필요한 도구를 갖게 되었다고 주장한다. 크릭은 뇌의 구조와 기능에 관한 상세한 정보 위에 세워지지 않은 인공지능형 정신기능 모형의 가치에 대해서는 회의적이다.

## 서훈
- 1991년 메리트 훈장(OM)[5]

## 같이 보기
- 놀라운 가설 (1994년)